# 拉罗克当泰龙
拉罗克当泰龙（法語：La Roque-d'Anthéron，法語發音：[la ʁɔk dɑ̃teʁɔ̃]）是法国罗讷河口省的一个市镇，属于普罗旺斯地区艾克斯区。

## 地理
拉罗克当泰龙（43°42'53"N, 5°18'39"E）面积25.49 平方千米，位于法国普罗旺斯-阿尔卑斯-蓝色海岸大区罗讷河口省，该省份为法国东南部沿海省份，北起沃克吕兹省，西接加尔省，南濒地中海，东临瓦尔省。
与拉罗克当泰龙接壤的市镇（或旧市镇、城区）包括：沙勒瓦勒、朗贝斯克、罗涅、圣埃斯泰夫让松、卡德内、洛里斯、皮热、皮韦尔。

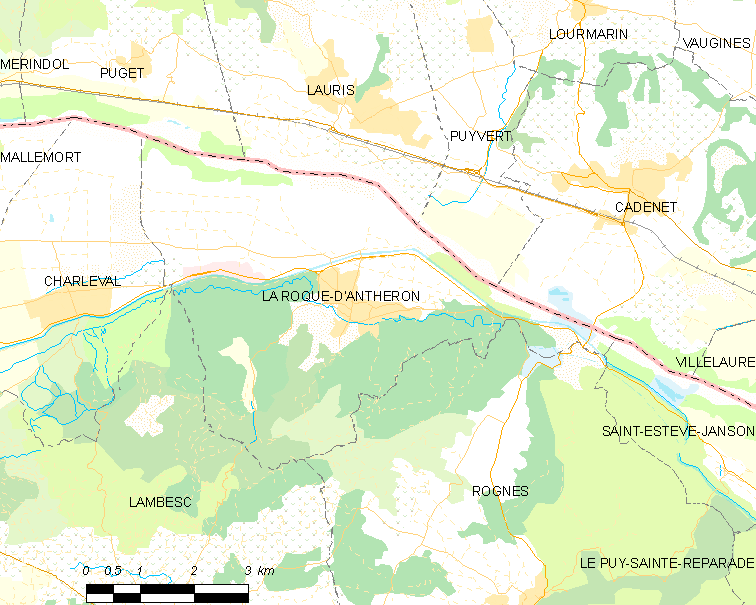
拉罗克当泰龙的OSM定位图

拉罗克当泰龙的时区为UTC+01:00、UTC+02:00（夏令时）。

## 行政
拉罗克当泰龙的邮政编码为13640，INSEE市镇编码为13084。

## 政治
拉罗克当泰龙所属的省级选区为佩利萨讷县。

## 人口

1962-2008年间拉罗克当泰龙人口变化图示

拉罗克当泰龙于2022年1月1日时的人口数量为5355人。